# Windlust (Burum)
Windlust – wiatrak w miejscowości Burum, w gminie Kollumerland en Nieuwkruisland, w prowincji Fryzja, w Holandii. Pierwszy młyn w tym miejscu był wzmiankowany już w XVI w. Konstrukcja ta spłonęła w roku 1785, by zostać odbudowana dwa lata później. Następnie był on restaurowany w latach 1946, 1957, 1969, 1975 oraz 2007. W 2012 r. budowla zawaliła się w wyniku pożaru. Obecnie jest odbudowywana. Wiatrak ma trzy piętra, przy czym powstał na trzypiętrowej bazie. Jego śmigła mają rozpiętość 21,00 m.